# Кумарила Бхатта
Кумарила Бхатта (санскр. कुमारिल भट्ट, ок. 7 в.) — индийский религиозный деятель и философ, один из крупнейших представителей философской школы миманса наряду с Прабхакарой Мишрой.

## Творчество
Ожесточённый противник буддизма. Исследовал ведийские ритуалы и обосновывал их, выступая против буддийского скептицизма. Специально разрабатывал лингвистическую теорию. Настаивал, что авторитетность Вед доказывается отсутствием автора и, следовательно, нечеловеческим их происхождением. Является наиболее известным и влиятельным защитником ведийского ритуализма. Комментарий его носит заглавие «Мимамса-варттика».

## Жизнь
По некоторым сведениям был брахманом из города Бихар, покинувшим буддизм и ставшего ярым приверженцем индуизма. Выдвигалось предположение, что он был гуру Бхавабхути (620—680). Кумарилла Бхатта учился в Наланде, и покинул этот крупнейший (преимущественно буддистский) центр своего времени после конфликта со своим учителем, буддистом Дхармакирти. После этого он жил в западной Индии, много путешествовал, дискутировал с буддистскими пандитами. Был зажиточным человеком, имел много слуг и домашнего скота. Согласно легенде, после одного спора он прыгнул с горы, произнеся перед этим «если Веды это Вечная истина, я останусь жив и ничего не случится со мной», и остался жив, однако потерял глаз из-за капли сомнения. Сомнение это состояло в том, что он произнёс «если…».
Согласно преданию, чтобы искупить грех за убийство гуру совершил самосожжение на медленном огне. Рассказывают, что он «хотел сжечь себя за два совершенных им греха, а именно — за уничтожение своего буддистского гуру и за практическое отрицание бога в страстном желании доказать вечность вед и исключительную действенность ведийских церемоний, применяемых для спасения». Незадолго до того, Шанкара пришёл к нему, и предложил диспут, но Кумарилла Бхатта уже не мог вступить в этот диспут, и предложил Шанкаре встретиться со своим учеником Манданой Мишрой. Однако, согласно другой легенде, Кумарилла Бхатта умер естественной смертью в Варанаси (Бенарес) в возрасте около 80 лет.